# Burt Reynolds
Burton Leon "Burt" Reynolds, Jr. (født 11. februar 1936, død 6. september 2018) var en amerikansk skuespiller, kendt fra klassiske film som Udflugt med døden, The Longest Yard (både udgaven fra 1974 og den fra 2005), Hooper, Ud at køre med de skøre og Smokey and the Bandit. Burt Reynolds blev i 1998 nomineret til en Oscar for bedste mandlige birolle for sin medvirken i Paul Thomas Andersons Boogie Nights.

## Uddannelse og amerikansk fodbold
Burt Reynolds gik på high school i Palm Beach, Florida i starten af 1950'erne, hvor han var en topspiller i High school football (en form af amerikansk fodbold). I 1954 fik han et amerikansk fodbold-stipendium til Florida State University i Tallahassee, Florida, hvor han studerede og spillede 14 kampe som running back på universitetets amerikansk fodbold-hold.

## Død
Burt Reynolds døde af hjertestop 6. september 2018. Han døde på et hospital i Florida. Burt Reynolds havde forinden haft hjerteproblemer i flere år og gennemgik en større hjerteoperation i 2010.

## Filmografi i udvalg
- Udflugt med døden (1972)
- Fuzz (1972)
- Shamus (1973)
- White Lightning (1973)
- The Man Who Loved Cat Dancing (1973)
- The Longest Yard (1974)
- Hustle (1975)
- Lucky Lady (1975)
- Smokey and the bandit  1977
- Cannonball run (1981)
- Cannonball run 2 (1984)
- The Hollywood Sign (2001)
- Auf Herz und Nieren (2001)
- Snapshots (2002)
- Time of the Wolf (2002)
- Without a Paddle (2004)
- The Longest Yard (2005)
- The Dukes of Hazzard (2005)
- Cloud 9 (2006)
- End Game (2006)
- Forget About It (2006)
- Grilled (2006)
- Broken Bridges (2006)
- Randy and the Mob (2007)
- Deal (2008)
- A Bunch of Amateurs (2008)
- Not Another Not Another Movie (2011)